# Brott mot trosfrid
Brott mot trosfrid är ett brott enligt finländsk lag och var fram till 1970 ett brott enligt svensk lag.

## Finland
I Finland finns bestämmelser om brott mot trosfrid i Strafflagens 17 kapitel 10 paragrafen. Lagbestämmelserna gäller offentliga uttalanden respektive störande eller hotfullt uppträdande.
Straffet är böter eller fängelse i högst sex månader.

## Sverige
Lagbestämmelser om trosfrid gällde i Sverige åren 1949–1970 och ersatte den gamla lagen om hädelse, för att även omfatta andra religioner än kristendom. 
Lagen avskaffades eftersom yttrandefriheten tillmättes högre vikt.

### Fotnoter
1. ↑  Strafflag 19.12.1889/39 17 kap 10 §
2. ↑  ”Från religionsbrott till religionsfrihet”. Statistiska centralbyrån. Arkiverad från originalet den 28 februari 2013. https://web.archive.org/web/20130228114211/http://www.scb.se/Pages/Article____333963.aspx. Läst 2 september 2012.